# Ејдријан (Мисури)
Ејдријан (енгл. Adrian) град је у америчкој савезној држави Мисури.

## Демографија
По попису из 2010. године број становника је 1.677, што је 103 (-5,8%) становника мање него 2000. године.
| Група             | 2000.         | 2010.         |
| Белци             | 1.741 (97,8%) | 1.641 (97,9%) |
| Афроамериканци    | 0 (0,0%)      | 3 (0,2%)      |
| Азијати           | 3 (0,2%)      | 0 (0,0%)      |
| Хиспаноамериканци | 18 (1,0%)     | 11 (0,7%)     |
| Укупно            | 1.780         | 1.677         |